# Carlos Rosel
Carlos Rosel (n. Mérida, Yucatán, México; 31 de agosto de 1995) es un futbolista mexicano que se desempeña como mediocampista ofensivo, actualmente juega para Club Union del municipio de Ixil en su natal Yucatán.

## Trayectoria

### Club Universidad Nacional y Club América
Se inició en las fuerzas básicas del Club Universidad Nacional donde hizo su debut desde las categorías sub-17. En 2014 llegó a la sub-20 del Club América, donde debutó en la Primera División de México el 14 de febrero de 2015 bajo la dirección técnica de Gustavo Matosas en la goleada de 5 a 0 contra Jaguares de Chiapas en el Estadio Azteca. 
Debutó internacionalmente el 20 de octubre de 2015 reemplazando a Andrés Andrade en el partido por el pase a los cuartos de final de la Concacaf Liga Campeones 2015-16 ante el Motagua de Honduras y el cual finalizó con empate de 1-1.

### Club de Fútbol Atlante
Para el Clausura 2016 fichó a préstamo con el CF Atlante del Ascenso MX.

### Club América (Segunda Etapa)
Tras tener buenas actuaciones con el Atlante, se hace oficial su regreso al Club América en su segunda etapa con el equipo convirtiéndose en el tercer refuerzo de cara al Apertura 2016.

## Clubes
| Club                | País         | Año           |
| ------------------- | ------------ | ------------- |
| Club América        | México       | 2015          |
| Atlante FC          | México       | 2016          |
| Club América        | México       | 2016 - 2017   |
| Alebrijes de Oaxaca | México       | 2018 - 2019   |
| Celaya FC           | México       | 2019 - 2020   |
| FC Juárez           | México       | 2020 - 2022   |
| Venados FC          | México       | 2022 - 2024   |
| Club Union          | Ixil Yucatán | 2024 - actual |

## Palmarés

### Campeonatos nacionales
| Título  | Club    | País   | Año  |
| ------- | ------- | ------ | ---- |
| Liga MX | América | México | 2014 |

### Títulos internacionales
| Título                  | Club         | País   | Año     |
| ----------------------- | ------------ | ------ | ------- |
| Concacaf Liga Campeones | Club América | México | 2014-15 |